# Állat suli
Az Állat suli (eredeti címén Pet School) angol televíziós filmsorozat. Angliában a CBBC mutatta be.  Magyarországon az M2 tűzte műsorra.

## Ismertető
Az állat suliba 9 állatszerető gyermek jár, és 51 etetni való állatka gondját viselik. Az állat suliban a gyermekek megtanulják, hogyan váljanak teljesen felelősségtudóvá a háziállataikkal szemben. Ezután a szüleiket rábeszélik, hogy adjanak mindannyiuknak egy-egy kedvenc állatot. Az is kiderül a sorozatból, hogy ez mennyire sikerül.

## Szereplők
- Liam – Boldog Gábor
- Sophie – Koller Virág
- Sam – Császár András
- Giulia – Hermann Lilla
- Chris – Bogdán Gergő
- Rachel – Pekár Adrienn
- Tej – Ádám Jamate
- Ysabel – Boldog Emese
- Micah – Nagy Gereben

## Epizódok
1. Az első nap
2. Kígyóvedlés
3. A nyúlon túl
4. Parás helyzet
5. Ki végzi el a piszkos melót?
6. Haltusa
7. Csirkemuri